# Rincón del Sauce
Rincón del Sauce är en ort i Mexiko.   Den ligger i kommunen Teloloapan och delstaten Guerrero, i den södra delen av landet, 140 km sydväst om huvudstaden Mexico City. Rincón del Sauce ligger 1 564 meter över havet och antalet invånare är 201.
Terrängen runt Rincón del Sauce är kuperad, och sluttar norrut. Runt Rincón del Sauce är det ganska tätbefolkat, med 56 invånare per kvadratkilometer. Närmaste större samhälle är Teloloapan, 4,6 km nordväst om Rincón del Sauce. I omgivningarna runt Rincón del Sauce växer huvudsakligen savannskog.